# Zwierzina-akna (Nagykovácsi)
A Zwierzina-akna a Pest vármegyei Nagykovácsi közigazgatási területén, még a 19. század derekán feltárt nagy mennyiségű szénvagyon kiaknázására magánvállalkozásban létesített szénbányáinak egyike volt. A bányaüzemhez, melynek tulajdonosa Eduard Zwierzina morvaországi bányavállalkozó családi cége volt, két vágat tartozott azok külszíni létesítményeivel. A bánya 1880-tól a tulajdonos és fia haláláig (formálisan 1900-ig működött, utána felhagyták, a vágatrendszerében évtizedek alatt felgyülemlett karsztvíznek azonban jelentős szerepe volt a Jóreménység-altárón 1954-ben történt, 6 emberéletet követelő bányaszerencsétlenség bekövetkeztében.

## Története
A Budai-hegységben már a 19. század első éveiben megkezdődött a kitermelhető szén iránti kutatás, miután az iparosodó Buda és Pest iparvállalatainak egyre nagyobb szüksége volt olcsón beszerezhető fűtőanyagra. Az első kutatások, amelyek még az 1810-es években kezdődtek Budakeszi térségében, de 1849-1850 körül Pilisszentivánon, majd rövid időn belül a szomszédos települések (Pilisvörösvár, Nagykovácsi) határában is találtak kitermelhető szenet.
A nagykovácsi területen feltárt szénvagyon kiaknázására a következő évtizedekben több magánvállalkozás is kísérletet tett, ezek egyike volt a Zwierzina-család bányavállalata. Az általuk alapított magyarországi bányaüzem egy függőleges aknából és egy ahhoz csatlakozó lejtősaknából, illetve külszíni létesítményekből állt. Zwierzina 1880-ban kért és kapott engedélyt szénkutatásra a Magyar Királyi Bányahatóságtól, és még abban az évben meg is nyitotta nagykovácsi kutatóaknáját a Családüdve I. és Családüdve II. elnevezésű bányatelkeken. A függőleges és a lejtősakna nyitópontja egymástól mintegy 50 méterre volt, néhány száz méterre a Zsíros-hegy és a Nagy-Szénás tömbjét elválasztó Antónia-árok felső végpontjától. Az egykori térképeket mai térképekkel összevetve mindkét akna a mai nagykovácsi üdülőtelep helyén, körülbelül az Erdész utca és Tölgyfa utcák térségében nyílhatott.
A bányaüzem elnevezése annak ellenére Zwierzina-akna, illetve Zwierzina-bánya [a bányamunkások nyelvhasználatában "Virzsina"] formában honosodott meg, hogy a tulajdonosok az aknának a Családüdve, németül Familienglück nevet adták. Az üzem, melynek első vezetője Malecsek Ferenc volt, működési ideje alatt hat kisebb széntelepet tárt fel és vont művelés alá. Azt pontosan nem tudni, hogy a bánya mikor kezdte meg a széntermelést, de az biztos, hogy az 1883-as évben már termelt szenet az üzem eladásra is. Legjobb éveiben a bánya száznál több munkást is foglalkoztatott, akik között – a kor szokásai szerint – gyerekek is voltak. A függőaknát először 43 méter, majd 140 méter mélységig építették ki, a föld alatti vágatrendszer hossza megközelítette, talán meg is haladhatta az egy kilométert.

## Bezárása
Az 1890-es években rövid időn belül elhunyt az idősebb és az ifjabb Eduard Zwierzina is, akiknek halálát a bányatársaság 1894. június 25-én jelentette be. A magyarországi bányaüzem nem állt le egyből - a hosszan elhúzódó hagyatéki eljárások végéig a termelés nemcsak, hogy továbbfolytatódott, de kisebb mértékben új fejlesztésekre is sor került. Az örökösök végül 1900. április 29-én, egy Ostravában tartott bányatársulati ülésen határoztak a nagykovácsi bányatelep felhagyásáról, a tényleges bezárásra pedig július 24-ével került sor.

## Balesetek a bánya életében
Az egész pilisi-szénmedence területén ebben a bányában történt az első két, halálos kimenetelű baleset, mindkettő még 1891-ben; az egyik haláleset oka főteomlás, a másiké aknába zuhanás volt. Ugyancsak történt egy halálos – két bányász életét követelő – baleset 1897 nyarán is, amikor két vájár esett omlás áldozatául.

### Az 1954-es bányaszerencsétlenség
A bánya az említett halálos balesetek mellett szerepet játszott egy olyan szerencsétlenségben is, amely közel öt és fél évtizeddel a bezárása után következett be. A tulajdonosok halála miatt gazdátlanná vált (egyébként is külföldi tulajdonú) bányavállalat ugyanis a bányaüzem felhagyásakor feltehetőleg nem gondoskodott kellő mértékben a felhagyott vágatok betömedékeléséről, talán a járatok térképezése és nyilvántartása sem zajlott minden szabályt kielégítő módon. Ezen mulasztások valamelyike lehetett az oka annak, hogy a Jóreménység-altáróból indított, az Antal-bányamezőben zajló vágatmélyítés során, 1954 nyarán a bányászok egy elfeledett, a nyilvántartásokban nem szereplő, vízzel telt járatba fúrtak bele, ahonnan körülbelül 40.000 köbméternyi víz ömlött be a Jóreménység-altáró járatrendszerébe. A vízbetörés miatt több mint 40 bányász rekedt a mélyben, akiket 3 napi munka árán tudtak csak kimenteni, és közülük hatan nem élték túl a szerencsétlenséget.

## Elhelyezkedése
Az akna és a hozzá tartozó lejtősakna egykori helyén nem ismert a felszínen semmilyen olyan létesítmény, vagy akár csak rom, maradvány, ami az egykori bánya itteni létezésére utalna. A rendelkezésre álló kevés térképi adatot a mai viszonyokkal összevetve az valószínűsíthető, hogy a bányaüzem helye a nagykovácsi Erdész és Tölgy utcák által határolt, jelenleg üdülőövezeti jellegű területen lehetett.
Az a tény, hogy egy, körülbelül az 1920-as és ’30-as évek határáról (vagy az 1930-as évek elejéről) származó turistatérkép lényegében ugyanerre a helyszínre lokalizálja a Magyar Turista Egyesületen belül működő Sasok társasága által létesített „Sasok otthona” menedékházat, felveti annak eshetőségét, hogy utóbbi valamelyik korábbi, itteni bányászati célú épület átalakításával, esetleg az építőanyagainak felhasználásával valósulhatott meg.